# Volba izraelského prezidenta 1962

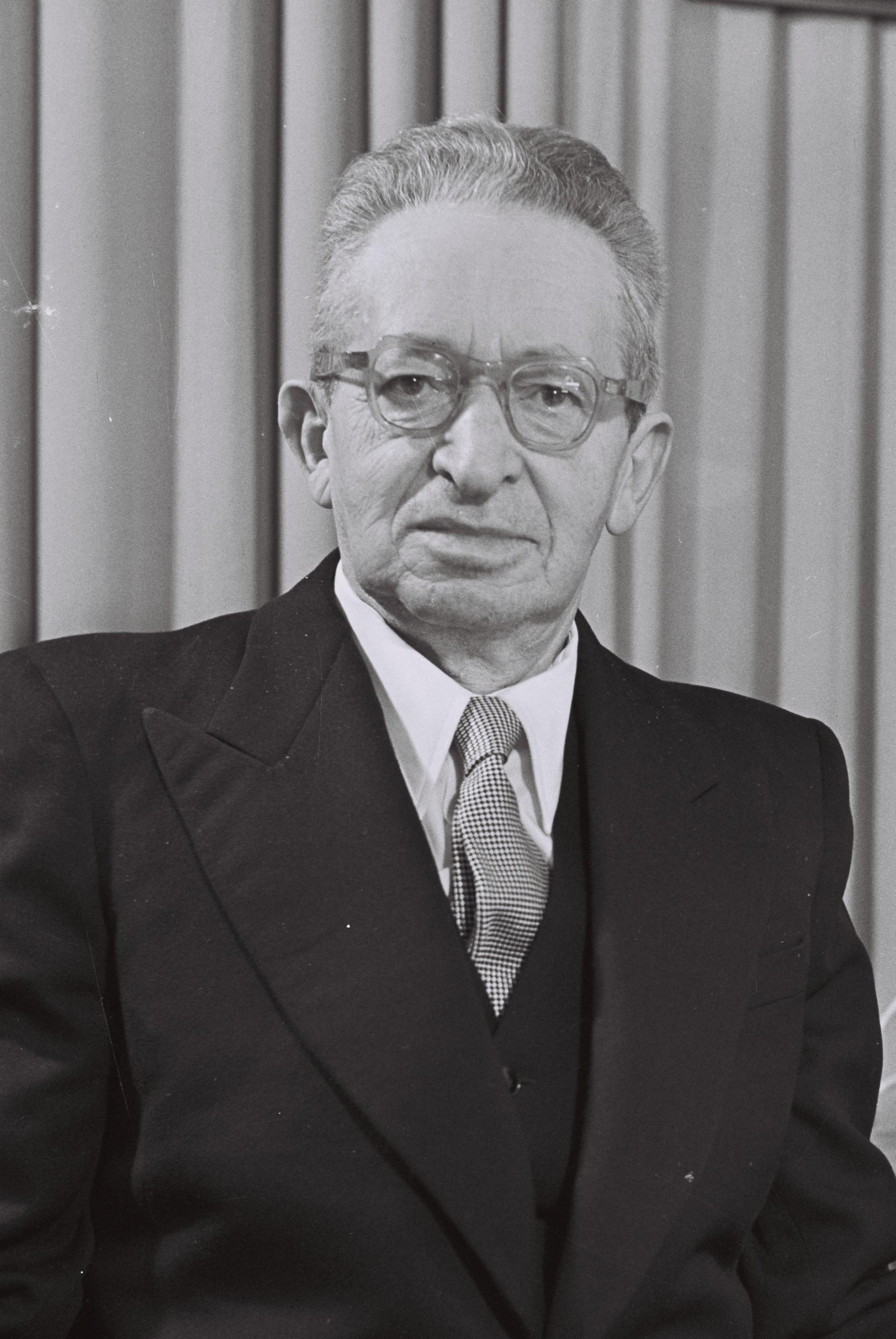
Jediným kandidátem byl úřadující prezident Jicchak Ben Cvi.

Volba izraelského prezidenta se v Knesetu konala 30. října 1962 po vypršení již druhého pětiletého funkčního období Jicchaka Ben Cvi. Ten se v těchto volbách opětovně ucházel o prezidentský post a nakonec byl jediným kandidátem. K roku 2011 je jediným prezidentem, který v prezidentské volbě kandidoval třikrát.
Ben Cvi byl zvolen 62 hlasy z 120 odevzdaných hlasovacích lístků, z čehož 42 hlasovacích lístků bylo odevzdáno prázdných. Celkem 16 poslanců ve volbě hlasovalo proti.
Třetí funkční období prezidenta začalo v den jeho zvolení. Ben Cvi však zemřel již několik měsíců po zvolení, v důsledku čehož se konaly předčasné volby nového prezidenta, v nichž uspěl Zalman Šazar.

## Výsledky
| Kandidát         | Hlasů |
| ---------------- | ----- |
| pro              | 62    |
| prázdných lístků | 42    |
| proti            | 16    |
| celkem           | 120   |